# José Agustín Seco Santa Cruz
José Agustín Seco y Santa Cruz; político y abogado chileno. Nació en Santiago, el 11 de mayo de 1772. Falleció en Valparaíso el 3 de junio de 1853. Hijo de don Tomás José de Seco y Colina y doña Rosa de Santa Cruz y Silva. Contrajo matrimonio con su prima, Francisca de Borja de la Morandé y Prado, en la catedral de Santiago, el 9 de octubre de 1793. Tuvo tres hijos.
Dedicado a su hacienda en Colina. Partiría en 1793 a Talca, donde su padre le había dejado vastas tierras como herencia, e inició actividades agro-ganaderas. 
Elegido Diputado por Illapel al Congreso de 1827. Tras la guerra civil de 1830 y el triunfo del peluconismo, asumió roles de importancia. Asesoró al gobierno de José Tomás Ovalle Bezanilla. Administrador de la Aduana de Valparaíso en 1831. Secretario del Ministerio de Hacienda en 1833.
Elegido Diputado por Valparaíso en 1837. Representante de Rere en 1840, reelegido en 1843 y de Ancud en 1849. En sus períodos legislativos integró las Comisiones permanentes de Hacienda, Negocios Eclesiásticos y Elecciones y Calificadora de Peticiones.